# Ашурматов, Бахтиёр Азамович
Бахтиёр Азамович Ашурматов (узб. Baxtiyor Aʼzamovich Ashurmatov; род. 25 марта 1976, Коканд, Ферганская область) — узбекский футболист, защитник, тренер.

## Биография

### Карьера игрока
В 1994—1997 годах Ашурматов играл за клуб МХСК в высшей лиге Узбекистана. В 1997 перешёл в «Пахтакор», за который выступал до 2002 года, лишь 2000 год отыграв в клубе «Дустлик» из Ташкентской области. В 2003 году из узбекского чемпионата попадает в российскую Премьер-лигу. В этом году он сыграл 6 матчей за «Аланию» и 5 за «Торпедо-Металлург». В 2004—2005 вновь играл в высшей лиге Узбекистана за ташкентский «Пахтакор». 20 июля 2005 года спортивный директор самарцев и пригласил приехать на просмотр в «Крылья Советов», а уже 31 июля вышел на замену в своём первом и единственном матче за новую команду. Это была гостевая игра с «Томью», Ашурматов вышел на 77 минуте и вскоре получил разрыв связок и выбыл на три месяца. После были лечение и реабилитация в Германии. Пройдя межсезонные сборы Ашурматов в апреле 2006 года провёл 4 игры за дубль, так и не сыграв больше за основной состав. С 2007 года вновь играл в Узбекистане в составе ФК «Курувчи». За «Курувчи» он отыграл 3 сезона и перешёл в ФК «Хорезм» (Ургенч).
В сезоне 2011/12 играл за ташкентский «Локомотив», где и закончил карьеру игрока.

### Карьера тренера
В 2012 году стал тренером ФК «Гулистан», из первой лиги Узбекистана. По итогам сезона 2012 вывел клуб в высшую лигу.
По окончании сезона 2013 вернулся в тренерский штаб «Бунёдкора», где играл в 2007—2009 годах. В начале января 2014 года был назначен главным тренером «Навбахора».
18 февраля 2015 года был назначен главным тренером олимпийской сборной Узбекистана и пробился с ней на чемпионат Азии.
В январе 2017 года был назначен начальником селекционной службы клуба «Бухара». В январе того же года вошёл в тренерский штаб, а впоследствии стал техническим директором.
С 4 июня 2018 года назначен новым главным тренером АГМК. 28 октября 2018 года, АГМК впервые в истории выиграл Кубок Узбекистана по футболу. 22 декабря 2018 года покинул свой пост.
Спустя четыре дня был назначен на пост главного тренера «Бухары». 14 мая 2019 года, покинул команду. С 27 июня по 29 июля 2019 года возглавлял «Сурхан». С 9 декабря 2019 года — главный тренер «Коканд 1912». С октября 2022 по апрель 2023 года возглавлял «Турон».

## Достижения

### В качестве игрока
МХСК Ташкент
- Вице-чемпион Узбекистана: 1995

Пахтакор
- Чемпион Узбекистана (3): 1998, 2002, 2004
- Победитель Кубка Узбекистана (3): 2001, 2002, 2004

Дустлик
- Чемпион Узбекистана: 2000
- Победитель Кубка Узбекистана: 2000

Бунёдкор
- Чемпион Узбекистана (3): 2007, 2008, 2009
- Победитель Кубка Узбекистана: 2008
- Полуфиналист Лиги чемпионов АФК: 2008

### В качестве тренера
Гулистан
- Победитель первой лиги Узбекистана: 2012

АГМК
- Обладатель Кубка Узбекистана: 2018